# نمطية العقل
نمطية العقل هي فكرة أن العقل قد يتألف، على الأقل جزئيًا، من بُنى عصبية فطرية أو وحدات لها وظائف متقدمةتطورية ثابتة. تم اقتراح تعريفات مختلفة نوعًا ما لـ «الوحدة النمطية» من قبل مؤلفين مختلفين.

## الفحوص المبكرة
تاريخيًا، تم تقسيم الأسئلة المتعلقة بالمعمارية الوظيفية للعقل إلى نظريتين مختلفتين عن طبيعة الملكات العقلية. يمكن وصف الأولى كطريقة عرض أفقي لأنها تشير إلى العمليات العقلية كما لو كانت تفاعلات بين ملكات مثل الذاكرة والخيال والحكم والإدراك، وهي ليست خاصة بمجال معين (على سبيل المثال، يظل الحكم هو الحكم سواء كان يشير إلى تجربة الإدراك الحسي أو عملية التصور/الفهم)، والثاني يمكن وصفه بمنظور رأسي لأنه يدعي أن الملكات العقلية متمايزة على أساس خصوصية المجال، وتكون محددة وراثيا وترتبط بهياكل عصبية متميزة ومستقلة حسابيًا.
تعود الرؤية العمودية إلى حركة القرن التاسع عشر التي تسمى علم الأمراض ومؤسسها فرانز جوزيف جال، الذي ادعى أن كليات العقلية الفردية يمكن أن ترتبط بدقة، في نوع من المراسلات الفردية، مع مناطق جسدية محددة من الدماغ. ومن ثم، فإن مستوى ذكاء شخص ما، على سبيل المثال، يمكن «قراءته» حرفيًا من حجم عثرة معينة في الفص الجداري الخلفي. لقد تم دحض هذه النظرة التبسيطية للوحدة على مدار القرن الماضي.

## نمطية العقللفودور
في ثمانينيات القرن العشرين، أعاد جيري فودور إحياء فكرة نمطية العقل على الرغم من أنه لم يكن هناك فكرة عن قابلية التعيين البدني الدقيقة، وبالاعتماد على فكرة نعوم تشومسكي عن جهاز اكتساب اللغة وغيرها من الأعمال في اللغويات وكذلك من فلسفة العقل والآثار المترتبة على الأوهام البصرية، أصبح من المؤيدين الرئيسيين للفكرة من خلال نشر نمطية العقل عام 1983. وفقًا لـ فودور، تقع الوحدة في مكان ما بين الآراء السلوكية والمعرفية للعمليات ذات المستوى الأدنى.
حاول علماء السلوك استبدال العقل بردود فعل وصفها فودور بأنها مغلفة (لا يمكن اختراقها إدراكيًا ولا تتأثر بالمجالات المعرفية الأخرى) وغير استدلالية (مسارات مستقيمة بدون إضافة معلومات). العمليات منخفضة المستوى تختلف عن ردود الفعل في كونها استدلالية، يمكن إظهار ذلك من خلال فقر الحجج التحفيزية التي لا يمكن للمحفز القريب، الذي يستقبله الدماغ في البداية (مثل الصورة ثنائية الأبعاد التي تتلقاها شبكية العين)، أن يفسر المخرج الناتج (مثل تصورنا ثلاثي الأبعاد للعالم)، مما يستلزم شكلاً من أشكال الحساب.
في المقابل، رأى المعرفيون أن العمليات ذات المستوى الأدنى متواصلة مع العمليات ذات المستوى الأعلى، كونها استنتاجية وقابلة للاختراق المعرفي (تتأثر بالمجالات المعرفية الأخرى، مثل المعتقدات)، وقد ثبت أن هذا الأخير غير صحيح في بعض الحالات، كما هو الحال مع العديد من الأوهام البصرية (مثل خدعة مولر لاير)، والذي يمكن أن يستمر على الرغم من إدراك الشخص لوجوده. يؤخذ هذا للإشارة إلى أن المجالات الأخرى، بما في ذلك معتقدات الشخص، لا يمكنها التأثير على مثل هذه العمليات. ي
صل فودور إلى استنتاج مفاده أن مثل هذه العمليات هي عمليات استنتاجية مثل عمليات ذات المستوى الأعلى ومغلفة بنفس ردود الفعل، وعلى الرغم من أنه جادل حول نمطية العمليات المعرفية «ذات المستوى الأدنى» في نمطية العقل، إلا أنه جادل أيضًا بأن العمليات المعرفية ذات المستوى الأعلى ليست أنماطًا (وحدات) نظرًا لأن لها خصائص مختلفة، وكتاب فودور العقل لا يعمل بهذه الطريقة، الذي كان رداً على كتاب ستيفن بينكر الصورة كيف يعمل العقل مخصص لهذا الموضوع.
وينص فودور (1983) على أنه يجب على الأنظمة النمطية - على الأقل إلى حد معقول - ملء بعض الخصائص:
1. خصوصية المجال: الوحدات النمطية تعمل فقط على أنواع معينة من المدخلات - فهي متخصصة.
2. التغليف المعلوماتي: لا تحتاج الوحدات إلى الرجوع إلى الأنظمة النفسية الأخرى من أجل العمل.
3. التفعيل الإجباري: عملية الوحدات بطريقة إلزامية.
4. السرعة القصوى: ربما يرجع ذلك إلى حقيقة أنها مغلفة (وبالتالي تحتاج فقط إلى الرجوع إلى قاعدة بيانات مقيدة) وإلزامية (لا ينبغي إهدار الوقت في تحديد ما إذا كانت ستتم معالجة المدخلات الوادرة أم لا)
5. المخرجات الضحلة: مخرجات الوحدات بسيط للغاية.
6. إمكانية الوصول محدودة
7. التطور المميز: هناك انتظام في التطور
8. المعمارية العصبية الثابتة.

جادل بيليشين (1999) بأنه على الرغم من أن هذه الخصائص تميل إلى الحدوث مع الوحدات النمطية، إلا أن واحدة منهم - تغليف المعلومات - تبرز باعتبارها التوقيع الحقيقي للوحدة النمطية؛ حيث تغليف العمليات داخل الوحدة النمطية من كل من التأثير المعرفي ومن الوصول المعرفي. أحد الأمثلة على ذلك هو أن الإدراك الواعي بخدعة مولر لاير كونها خدعة لا يصحح المعالجة البصرية.

## علم النفس التطوري والنمطية الشاملة
تأتي المنظورات الأخرى المتعلقة بالنمطية من علم النفس التطوري، وخاصة خلال من إسهامات ليدا كوزميديس وجون توبي. يشير هذا المنظور إلى أن الوحدات عبارة عن وحدات للمعالجة العقلية تطورت استجابةً لضغوط الانتخاب، ومن هذا المنطلق فإن الكثير من النشاط النفسي البشري الحديث يتجذر في عمليات التكيف التي حدثت في وقت سابق من التطور البشري، عندما كان الانتقاء الطبيعي يشكل الجنس البشري الحديث.
يقترح علماء النفس التطوريون أن العقل يتكون من خوارزميات عقلية متأثرة بالميدان ونطاق معين  أو وحدات حسابية، مصممة لحل مشكلات تطورية محددة في الماضي. يذكر كوزميديس وتوبي أيضًا في «تمهيد» موجز على موقعهم الإلكتروني أن«... الدماغ هو نظام مادي يعمل كجهاز كمبيوتر»، و«... وظيفة الدماغ هي معالجة المعلومات»، «توجد دوائر عصبية مختلفة متخصصة في حل المشكلات التكيفية المختلفة» و«جماجمنا الحديثة تحوي عقل من العصر الحجري».
لقد تسبب تعريف الوحدة في الارتباك والنزاع. عرف جيمي فودور في البداية الوحدة النمطية بأنها «أنظمة معرفية متخصصة من الناحية الوظيفية» تحتوي على تسع ميزات ولكن ليس بالضرورة جميعها في نفس الوقت. من وجهة نظره يمكن العثور على وحدات في المعالجة الطرفية مثل المعالجة البصرية ذات المستوى المنخفض ولكن ليس في المعالجة المركزية، ولاحقًا قام بتضييق الخواص الأساسية لخصوصية المجال وتغليف المعلومات . يكتب فرانكنهويس وبلويجر أن خصوصية المجال تعني أن «الآلية المعرفية المحددة تقبل، أو هي متخصصة لتعمل على، فئة معينة من المعلومات فقط» تغليف المعلومات يعني أن معالجة المعلومات في الوحدة لا يمكن أن تتأثر بالمعلومات الموجودة في بقية الدماغ. أحد الأمثلة على ذلك هو أن الإدراك أن هناك خداعًا بصريًا معينًا، ناتجًا عن معالجة منخفضة المستوى، هو قصور لا يمنع الوهم من الاستمرار.
يعرّف علماء النفس التطوريون بدلاً من ذلك الوحدات النمطية بأنها أنظمة معرفية متخصصة وظيفيًا خاصة بالمجال وقد تحتوي أيضًا على معرفة فطرية حول فئة المعلومات التي تتم معالجتها. يمكن العثور على وحدات أيضا للمعالجة المركزية، ويشار إلى هذه النظرية في بعض الأحيان باسم النمطية الشاملة. 
في مراجعة عام 2010 من قبل علماء النفس التطوري كونفر وآخرون، اقترحوا أن مجال النظريات العامة، مثل «العقلانية»، لديه العديد من المشاكل:
1. أنتجت النظريات التطورية التي تستخدم فكرة العديد من التعديلات الخاصة بالمجال تنبؤات قابلة للاختبار تم تأكيدها تجريبياً؛ نظرية الفكر العقلاني العام للمجال لم ينتج عنها مثل هذه التوقعات أو التأكيدات.
2. تشير سرعة الاستجابات مثل الغيرة بسبب الخيانة الزوجية إلى وحدة مخصصة خاصة بمجال معين بدلاً من حساب عام ومدرَّس وعقلاني للعواقب.
3. قد تحدث ردود فعل غريزية (بما يتفق مع المعرفة الفطرية) حتى لو كان الشخص لم يتعلم هذه المعرفة. أحد الأمثلة على ذلك هو أنه في بيئة الأجداد، من غير المحتمل أن يتعلم الذكور أثناء النمو أن الخيانة الزوجية (عادةً ما تكون سرية) قد تسبب عدم يقين من الأب (من ملاحظة الأنماط الظاهرية للأطفال المولودين بعد عدة أشهر، وإجراء استنتاج إحصائي من اختلاف النمط الظاهري إلى الآباء المخدوعين).[7]

فيما يتعلق بحل المشكلات ذات الأغراض العامة، اقترح باركو وكوزميديس وتوبي عام 1992 في العقل المعدل: علم النفس النطوري وتكوين الثقافة أن آلية حل المشكلات العامة البحتة مستحيلة البناء بسبب مشكلة الإطار. جادل كلون وآخرون (2013) أن المحاكاة الحاسوبية لتطور الشبكات العصبية تشير إلى تطور النمطية لأن، مقارنة بالشبكات غير النمطية، تكاليف التوصيل تكون أقل.
تجادل عدة مجموعات من النقاد، بما في ذلك علماء النفس الذين يعملون في أطر تطورية، بأن النظرية النمطية الشاملة للعقل لا تقدم الكثير لتفسير السمات النفسية التكيفية. يجادل مؤيدو النماذج الأخرى للعقل بأن النظرية الحاسوبية للعقل ليست أفضل في تفسير السلوك البشري من النظرية التي لها عقل منتجًا بالكامل من البيئة. حتى داخل علم النفس التطوري، هناك نقاش حول درجة النموذجية، إما على سبيل المثال لا الحصر هل هي وحدات عامة أم العديد من وحدات محددة للغاية. يشير نقاد آخرون إلى أن هناك القليل من الدعم التجريبي لصالح النظرية الخاصة بالمجال بما يتجاوز الأداء في مسألة اختيار واسون، وهي حالة منتقدة للنطاق محدودة للغاية لاختبار جميع جوانب التفكير ذات الصلة. علاوة على ذلك، يجادل النقاد بأن استنتاجات كوزميديس وتوبي تحتوي على العديد من الأخطاء الاستنتاجية وأن المؤلفين يستخدمون افتراضات تطورية لم يتم اختبارها للقضاء على نظريات المنطق المنافسة.
يلاحظ والاس (2010) أن تعريف علماء النفس التطوري «للعقل» قد تأثر بشدة بالتعريفات المعرفية و/ أو معالجة العقل للمعلومات. يشير النقاد إلى أن هذه الافتراضات التي تقوم عليها فرضيات علماء النفس التطوري مثيرة للجدل، وقد تم نقضها من قبل بعض علماء النفس والفلاسفة وعلماء الأعصاب. على سبيل المثال، يشير جاك بانكسيب، عالم الأعصاب الوجدانية، إلى «درجة ملحوظة من اللدونة القشرية المخية داخل الدماغ البشري، ولا سيما أثناء النمو» ويذكر أن «التفاعلات النمائية بين دوائر الأغراض الخاصة القديمة وآليات الدماغ العامة متعددة الأغراض الحديثة يمكنها توليد العديد من القدرات البشرية» المنمطة«التي تناولها علم النفس التطوري.»
يوافق الفيلسوف ديفيد بولر على الحجة العامة التي مفادها أن العقل البشري قد تطور مع مرور الوقت، لكنه يختلف مع الإدعاءات المحددة التي يطرحها علماء النفس التطوريون. لقد جادل بأن الادعاء بأن العقل يتكون من الآلاف من الوحدات، بما في ذلك وحدات الغيرة الثنائية الجنسية والاستثمار الأبوي، لا تدعمه الأدلة التجريبية المتاحة. لقد اقترح أن «الوحدات» ناتجة عن اللدونة النمائية للدماغ وأنها استجابات متكيفة مع الظروف المحلية، وليست بيئات تطورية سابقة. ومع ذلك، فقد صرّح بولر أيضًا أنه حتى لو كانت النمطية الشاملة خاطئة، فإن هذا ليس له بالضرورة آثار واسعة على علم النفس التطوري. قد يخلق التطور دوافع فطرية حتى بدون المعرفة الفطرية.
على النقيض من التركيب العقلي النمطي، تفرض بعض النظريات معالجة عامة للمجال، حيث يتم توزيع النشاط العقلي عبر الدماغ ولا يمكن تحلله، حتى بشكل تجريدي، إلى وحدات مستقلة. المدافع القوي عن هذا الرأي هو ويليام أوتال، الذي يجادل في الفراسة الجديدة (2003) بأن هناك مشاكل فلسفية ونظرية ومنهجية خطيرة مع المشروع بأكمله المتمثل في محاولة توطين العمليات الإدراكية في الدماغ. جزء من هذه الحجة هو أن التصنيف الناجح للعمليات العقلية لم يتم تطويره بعد.
يجادل ميرلين دونالد بأنه على مر الزمن التطوري، اكتسب العقل ميزة تكيفية كونه حلال مشكلات عامة. يشمل العقل، كما وصفه دونالد، آليات «مركزية» شبيهة بالوحدة النمطية، بالإضافة إلى آليات «المجال العام» المطورة حديثًا.

## لمزيد من الاطلاع
- Barrett، HC، and Kurzban، R. (2006). نمطية في الإدراك: تأطير النقاش. المراجعة النفسية، 113، 628-647. نص كامل [وصلة مكسورة] [ رابط ميت دائم ][ رابط ميت دائم ]
- بيليشين، ZW (1984). الحوسبة والإدراك: نحو أساس للعلوم المعرفية . كامبريدج، ماساتشوستس: معهد ماساتشوستس للتكنولوجيا الصحافة (متاح أيضا من خلال CogNet).
- عقول الحيوانات: ما وراء الإدراك للوعي دونالد ر. جريفين، مطبعة جامعة شيكاغو، 2001 ((ردمك 0226308650))
- شاليس، تيم، كوبر، ريك. (2011). تنظيم العقل . أوكسفورد: مطبعة جامعة أكسفورد. الفصل الثالث: سد الفجوة النظرية: من الدماغ إلى النظرية المعرفية (ص.   67-107).

## مقاطع فيديو
- حديث RSA لعالم النفس التطوري روبرت كورزبان حول نمطية العقل، استنادًا إلى كتابه " لماذا الجميع (غيرهم) منافق
- عقول العصر الحجري: محادثة مع علماء النفس التطوريين ليدا كوزميدس وجون توبي
- فيديو لمحاكاة الكمبيوتر لتطور نمطية في الشبكات العصبية.